# Alghero novello
L'Alghero novello est un vin rouge italien de la région Sardaigne doté d'une appellation DOC depuis le 19 août 1995. Seuls ont droit à la DOC les vins rouges récoltés à l'intérieur de l'aire de production définie par le décret. 

## Aire de production
Les vignobles autorisés se situent en province de Sassari dans les communes de Alghero, Olmedo, Ossi, Tissi, Usini, Uri, Ittiri ainsi qu'en partie sans la commune de Sassari.
Voir aussi l’article Alghero rosso.

## Caractéristiques organoleptiques
- couleur: rouge rubis avec des reflets violacés
- odeur: vineux, fruité
- saveur: vif, légèrement parfumé

L'Alghero novello se déguste à une température de 12 à 14 °C et il se boit jeune.

## Production
Province, saison, volume en hectolitres :
- pas de données disponibles .